# X.400
X.400 is in de computerwereld een OSI-standaard voor het uitwisselen van berichten, zowel tussen mensen (e-mail) als tussen softwaretoepassingen. Het werd ontwikkeld door de ITU-T (toen nog de CCITT) in samenwerking met ISO. 
X.400 werd voor het eerst gepubliceerd in 1984. Een tijd lang werd het veel gebruikt, vooral in Europa, maar dan alleen voor toepassingen binnen bedrijven. Het is er niet in geslaagd te concurreren met zijn tegenhanger SMTP, die op het internet gebaseerd is. X.400 wordt nog wel in beperkte mate gebruikt voor militaire toepassingen en in de luchtvaart, omdat de beveiliging beter uitgewerkt is dan die van SMTP.